# クローダ
クローダ（英: Croda International plc）は、化粧品を中心とするパーソナルケア製品の原料および工業向け特殊化学品を製造・販売する化学メーカー。イギリス・ヨークシャー地方のスネイス（Snaith）に本拠を置き、世界約30カ国に拠点を持つ。日本法人はクローダジャパン株式会社。ロンドン証券取引所上場企業（LSE: CRDA）。

## 沿革
1925年、ジョージ・ウィリアム・クロウ（George William Crowe）とヘンリー・ジェームズ・ドー（Henry James Dawe）によって設立され、社名は二人の姓名の合成からCrodaと名付けられた。2人が始めた化粧品、防水剤、皮革等を利用した羊毛からのラノリン抽出の取り組みはしばらく利益の伸びない状況が続いたが、クロウの甥のフィリップ・ウッド（Philip Wood）の尽力もあり、1930年代には国内市場および海外輸出を軌道に乗せた。第二次世界大戦中は、カモフラージュ用のペイントや防虫剤などイギリス帝国の資源の生産を補う役割を果たし、1950年にニューヨークで米国法人を開設、1950年代には大手の化粧品メーカーがクローダの原料を採用するようになり、1964年に株式公開企業となった。以降企業買収を重ねて成長し、1990年代には「ロレンツォのオイル」で知られる副腎白質ジストロフィー治療用オイルの開発に参与し、1997年にスキンケア向け化粧品に強みを持つフランスのSedermaを買収した。2000年代以降、特殊化学品に経営資源を集中させており、2006年にインペリアル・ケミカル・インダストリーズから子会社Uniqemaを買収、2018年にイギリスのバイオ企業であるPlant Impact plcを買収した。 
現在のクローダの売上は、化粧品を中心とするパーソナルケア製品や医薬品、家庭用品向けの原料に使用される化学品が約9割を占めるほか、工業用の特殊化学品を生産している。

## 日本におけるクローダ
日本での事業は、1964年に三昌商事との合弁事業として始まり、1989年に100％出資の日本法人であるクローダジャパン株式会社（Croda Japan KK）が設立された。東京（新宿パークタワー）にオフィスを持つほか、滋賀県東近江市に工場および研究所を持ち、制汗剤・デオドラント剤やバス・シャワー製品、ヘアケア製品やスキンケア製品など各種化粧品、医薬品原料の開発・製造・販売を行っている。